# 火薬類保安責任者
火薬類保安責任者（かやくるいほあんせきにんしゃ）は、火薬類製造保安責任者と火薬類取扱保安責任者のことで、経済産業大臣又は都道府県知事が実施する試験に合格した者に与えられる、火薬類の製造または取り扱いに関する国家資格である。
なお、火薬類取締法（昭和25年法律第149号）第31条の2第1項及び第31条の3第1項の規定により、公益社団法人全国火薬類保安協会が免状交付事務を受託し、及び試験事務を受任している。

## 区分
- 火薬類製造保安責任者
  - 甲種火薬類製造保安責任者
    - 経済産業大臣が行う試験に合格した者に免状が交付される。火薬類製造工場において、火薬類取締法の規程に基づき、種々の保安に関する職務を行う。

  - 乙種火薬類製造保安責任者
    - 経済産業大臣が行う試験に合格した者に免状が交付される。甲種と乙種とは、火薬及び爆薬等の製造数量（乙種は1日1t未満を製造する工場に限定）により、火薬類製造保安責任者への選任資格が異なる。

  - 丙種火薬類製造保安責任者
    - 都道府県知事が行う試験に合格した者に免状が交付される。丙種と甲種・乙種とは煙火等の製造数量（丙種は1日300kg未満の製造工場に限定）により火薬類製造保安責任者への選任資格が異なる。
- 火薬類取扱保安責任者
  - 甲種火薬類取扱保安責任者
    - 都道府県知事が行う試験に合格した者に免状が交付される。火薬庫において火薬を貯蔵する場合、火薬類の消費場所（発破現場など）において火薬類を消費する際に、法の規程に基づいて種々の保安に関する職務を行う。

  - 乙種火薬類取扱保安責任者
    - 都道府県知事が行う試験に合格した者に免状が交付される。甲種と乙種とは、火薬類の貯蔵合計量（乙種は年間に20t未満に限定）又は消費合計量（乙種は1ヶ月に1t未満に限定）により、火薬類取扱保安責任者への選任資格が異なる。

## 試験
誰でも受けられる。甲種・乙種火薬類製造保安責任者は、11月上旬頃、東京のみで行う。丙種火薬類製造保安責任者と甲種・乙種火薬類取扱保安責任者は、8月下旬頃、全国47都道府県で行われる。

## 免除
一定の学歴において、免除される学課がある。甲種・乙種火薬類製造保安責任者を取得すると、甲種・乙種火薬類取扱保安責任者を無試験で取得することが可能である。この火薬類保安責任者を取得すると危険物取扱者の乙種第一類と乙種第五類の火薬に関する問題の一部が免除される。ただし、十八歳未満の者は火薬類の取り扱いができない。